# 米莱娜·巴尔达萨里
米莱娜·巴尔达萨里（義大利語：Milena Baldassarri，2001年10月16日—），意大利艺术体操运动员，2018年世界艺术体操锦标赛带操银牌得主和团体铜牌得主、2021年世界艺术体操锦标赛团体银牌得主、2022年世界艺术体操锦标赛团体金牌得主和球操铜牌得主、2023年世界锦标赛团体铜牌得主。